# Gaetano Casati
Gaetano Casati (Lesmo, 4 settembre 1838 – Monticello, 7 marzo 1902) è stato un geografo ed esploratore italiano.

## Biografia
Iniziati gli studi di matematica si arruolò nel 1859 nel corpo dei bersaglieri dell'esercito piemontese, frequentando l'accademia a Ivrea e uscendone con il grado di sottotenente. Partecipò alla campagna contro il brigantaggio fino al 1866 con la nomina al grado di capitano. Dal 1869 fu insegnante di matematica e topografia presso la scuola bersaglieri di Livorno.
Nel 1879 si congeda ed entra nella redazione della rivista “L'esploratore”.
Nello stesso anno il direttore Manfredo Camperio riceve una lettera da parte dell'amico Romolo Gessi, allora governatore del Bahr al-Ghazal (regione del Sudan nilotico), il quale chiede l'invio di un geografo esperto per una ricerca sulla valle dello Uele.

### In Africa

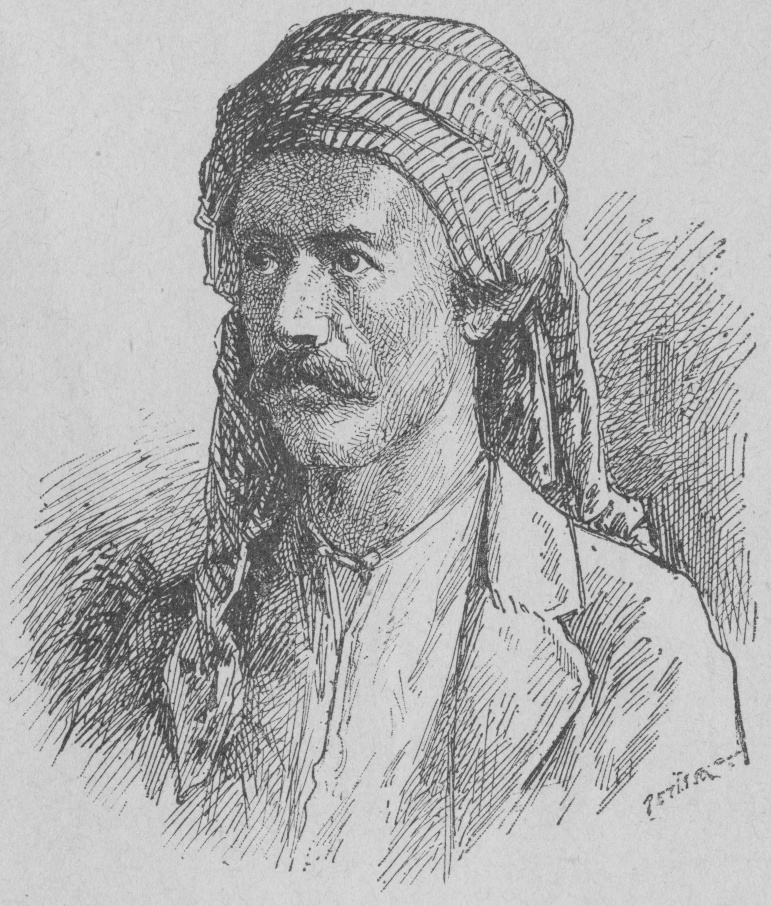
Gaetano Casati nel libro Stanleys expedition till Emin Paschas undsättning (1890) di Alphonse-Jules Wauters

Casati accetta l'incarico propostogli e parte da Genova diretto a Suakin via Suez il 24 dicembre 1879.
In un difficile viaggio a dorso di cammello e in barca a vela lungo il Nilo raggiunge Khartum dove, privo di mezzi, viene ospitato nella missione dei Comboniani in attesa di ricevere il permesso per proseguire.
Il 4 luglio 1880 riparte per il Bahr al-Ghazal per incontrare finalmente Gessi il 26 agosto. Il 16 settembre si salutano e Gessi parte per Khartum (viaggio che comprometterà la sua salute portandolo alla morte il 30 aprile 1881).
Casati, inizialmente bloccato dalle febbri, entra nel vivo della sua missione esplorativa delle regioni equatoriali il 14 novembre.
Risale a questo periodo il suo viaggio verso sud, il ritrovamento della tomba dell'esploratore Giovanni Miani, la permanenza a Tangasi, l'incontro con Mambanga (re dei Mabisanga), quello con l'esploratore Junker, la segregazione e i maltrattamenti ad opera del re Azanga dei Megè (che lo crede in combutta con gli schiavisti arabi), la riconciliazione ad opera di Olopo (fratello di Azanga) e il ritorno a Tangasi.
Qui, entra in conflitto con la corrotta e indolente amministrazione locale, fino al rientro di Eduard Schnitzer (ovvero Emin Pascià), governatore di Equatoria, che segue fino alla capitale Ladò nell'aprile 1883.

### La rivolta mahdista
In questo contesto si inserisce l'insurrezione mahdista, ad opera di Muhammad Ahmad che, dopo un lungo assedio, espugna Khartum e uccide il generale Charles George Gordon il 26 gennaio 1885. L'insurrezione dilaga fino a toccare i confini settentrionali della regione governata da Emin.
La minaccia mahdista, unita alla scarsezza dei mezzi e all'ostilità dei popoli indigeni bloccano i tentativi di Casati di proseguire nel suo intento di esplorare la regione, fino al maggio 1886 quando finalmente sbarca nel Bunyoro, la terra del sovrano Kabarega. Nel tentativo di tenere aperta la via della corrispondenza verso la costa orientale come ancora di salvezza per le genti di Equatoria, incontra però lo sfavore dei consiglieri del re, che quindi lo costringe ad un sorta di domicilio coatto e a una condizione a dir poco di disagio. 
Nel frattempo, il bellicoso re tenta addirittura un'infruttuosa sortita contro le forze egiziane di Emin per la conquista di Wadelai. Questo, unito alla notizia dell'arrivo imminente di una missione di soccorso capitanata dall'avventuriero Henry Morton Stanley, non fa che aggravare la situazione già difficile di Casati, che viene legato ad un albero per essere torturato.
Fortunosamente riesce a fuggire e raggiungere con i suoi le sponde del lago Alberto, dove viene raccolto dal piroscafo di Emin giunto in suo soccorso (1888). In questo episodio Casati perde quasi tutti gli appunti, le mappe e le sue ricerche, risultato di otto anni di lavoro.
L'opinione pubblica italiana a partire dal 1886 si interessa alla sua sorte e tenta l'invio di aiuti economici, che però a seguito delle difficile situazione, non possono raggiungerlo. Si ritrova così a dover approfittare dell'ospitalità di Emin, personaggio non certo deciso e autoritario, che non sempre approva il troppo militaresco atteggiamento del capitano.

### La spedizione di soccorso ad Emin Pascià
Il 29 aprile 1888 il piroscafo con a bordo il governatore e Casati incontra la malridotta spedizione di soccorso di Stanley e si trova paradossalmente a prestarle aiuti e rifornimenti. 

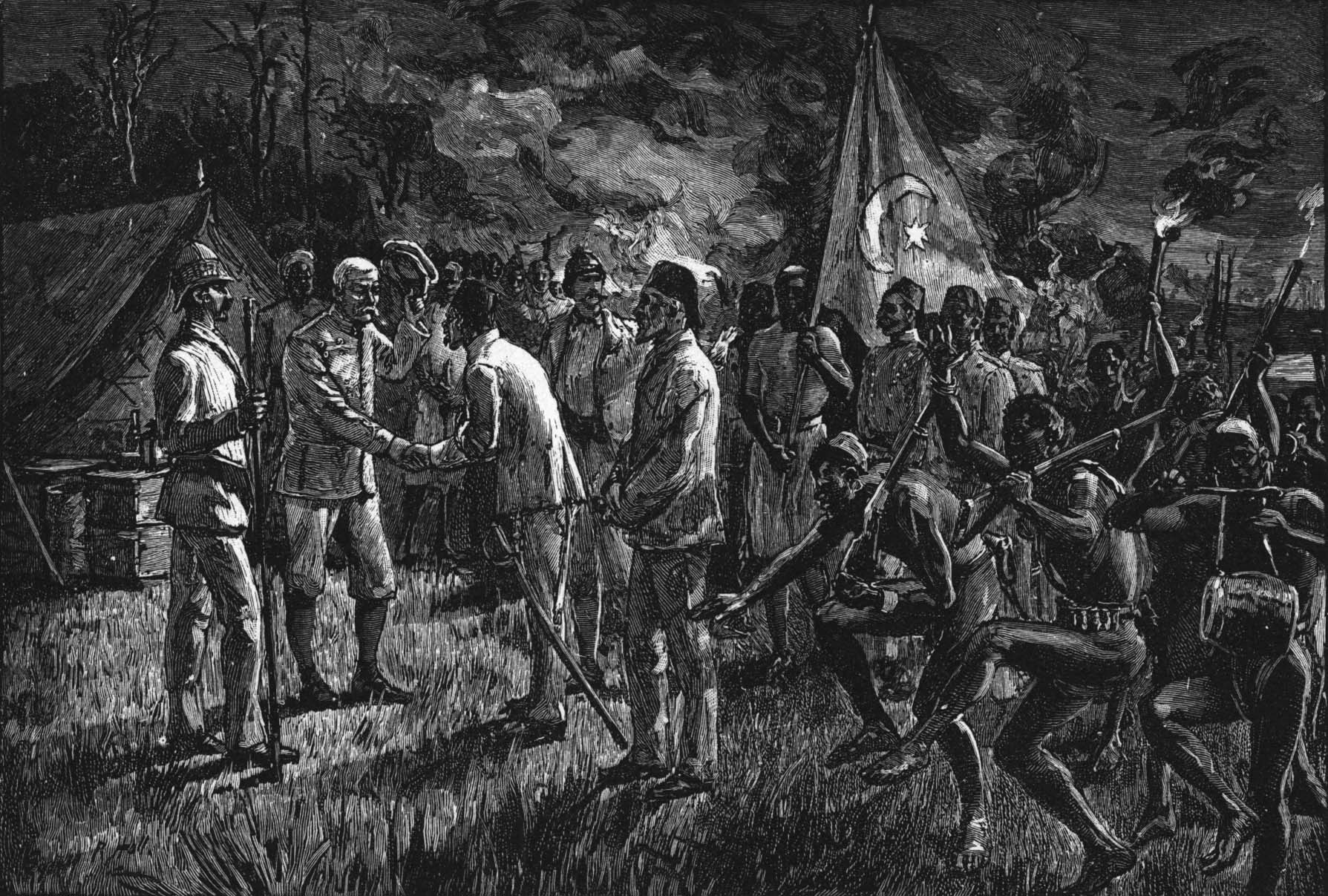
In Darkest Africa di H.M. Stanley (1890): L'incontro tra Emin Pascià e Stanley

Emin in un primo tempo non sa decidersi ad abbandonare le sue genti e la sua posizione, ma mentre Stanley torna sui suoi passi per recuperare il resto della spedizione abbandonata lungo il percorso, la posizione di comando già precaria del governatore peggiora. Si hanno sommosse, indisciplina e viene addirittura imprigionato dai suoi stessi uomini. 
D'altro canto Casati, pur dichiarando di voler seguire in ogni caso Emin, sembra intenzionato a rimanere.
Alla fine, per giunta incalzati da Nord dai mahdisti e allettati da promesse e prospettive ventilate da Stanley (nel frattempo tornato con i miseri resti di quella che era la sua spedizione e desideroso di compiere comunque un'impresa degna di nota), si decidono ad abbandonare l'Equatoria al suo destino e il 10 aprile 1889 si mettono in marcia verso oriente per percorrere 1600 km fino a Bagamoyo.
Delle 1500 persone della spedizione, composta quindi oltre che dagli uomini di Stanley anche da un eterogeneo seguito del governatore, solo la metà arriveranno a destinazione. Dovranno infatti superare malattie, assalti degli indigeni, diserzioni, difficoltà di vario genere e non ultimo il carattere dispotico e autoritario di Stanley.
Arriveranno il 4 dicembre 1889. Durante i festeggiamenti Emin cadrà da una finestra restando seriamente ferito. Casati resterà con lui fino alla guarigione nel marzo del 1890, quando, entrambi invitati a partecipare a missioni esplorative per conto del governo tedesco, decideranno di separarsi. Emin accetterà l'incarico e non vedrà più l'Europa, perché morirà nel 1892.

### Ritorno in Italia
Casati deciderà invece di rientrare in patria, sbarcando a Napoli il 10 luglio 1890. Di qui il 18 luglio a Milano per essere accolto con festeggiamenti in suo onore. Cessate le rumorose accoglienze, si ritira a Monza per dedicarsi alla stesura delle sue memorie, seguito da un gruppetto di fedeli servitori che lo hanno accompagnato dall'Africa. Purtroppo in breve tempo si ammalano e vengono rispediti in Egitto. Resterà con lui solo Amina, figlia di una serva, per la quale nutre un affetto paterno.
Promosso al grado di maggiore, nel 1890 si ritira nel comune di Monticello Brianza, dove, entrato a far parte dell'amministrazione pubblica, diventa sindaco e rimane in carica fino alla sua morte.
Muore il 7 maggio 1902 e la sua salma viene tumulata nel cimitero di Triuggio.
Il 12 giugno 1905 viene posta con solenne cerimonia la lapide commemorativa sull'abitazione di Gaetano Casati a Ponte, per volere della popolazione di Triuggio e interessamento dell'industriale Emilio Caprotti, con epigrafe dettata da Pippo Vigoni presidente della Società di Esplorazione Commerciale.

Dalla vicenda di Gaetano Casati, Riccardo Bacchelli trarrà il suo romanzo storico Mal d'Africa, in cui Gaetano Casati è il protagonista.

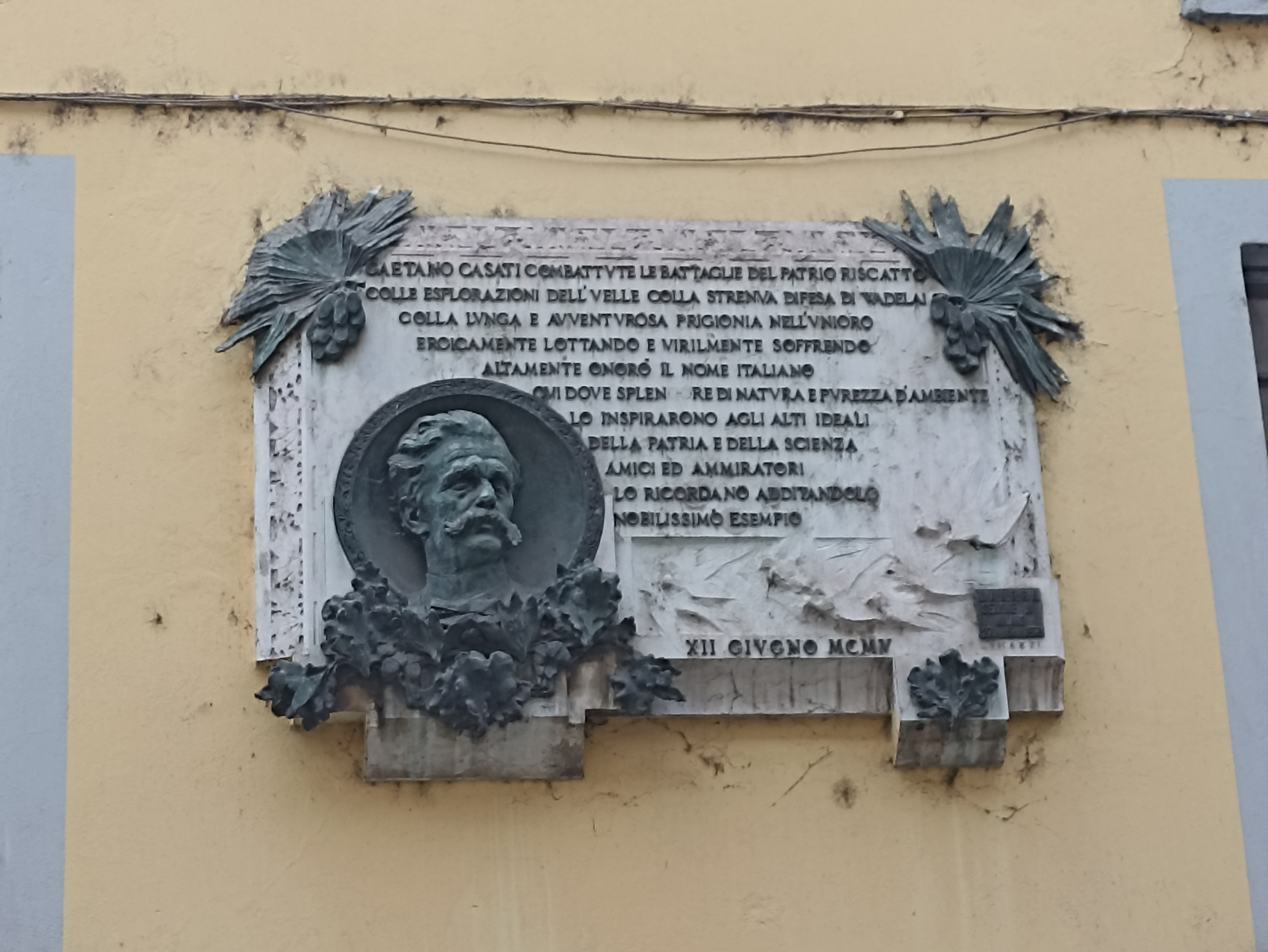
Casa del Casati a Ponte (Triuggio MB)

## Pubblicazioni
- Gaetano Casati, Dieci anni in Equatoria e ritorno con Emin Pascia, Fratelli Dumolard, Milano, 1891, 2 volumi (4 carte)
- Gaetano Casati, Dopo Cassala, Tip. Bellini, Milano, 1894, (estratto da: L'Esplorazione Commerciale in Africa, 1894, pp. 265–270)
- Gaetano Casati, Per la colonia Eritrea, Torino, 1895, (estratto da: Riforma sociale, v. 4, fasc. 4, 1895
- Gaetano Casati, Dopo la vittoria, Tipografia Roux Frassati e C., Torino, 1895, (estratto da: Riforma sociale, anno 2, vol. 3)
- Gaetano Casati, L'Italia in Africa, Torino, 1896, (estratto da: Riforma sociale, v. 5, fasc. 3).